# Honda Logo
El Honda Logo es un automóvil del segmento B fabricado por la marca japonesa Honda entre los años 1996 y 2001. Se vendió en Israel y también en el Reino Unido durante cuatro meses entre los años 2000 y 2001. El Logo reemplazó al Honda City en la gama de Honda, y su sucesor es el Honda Jazz. Sus rivales japoneses son el Mazda 121, el Nissan Micra, el Suzuki Swift y los Toyota Yaris y Starlet, y los europeos son los Citroën Saxo, Fiat Punto, Ford Fiesta, Opel Corsa, SEAT Ibiza y Volkswagen Polo.
El Logo estaba disponible en carrocerías hatchback de tres y cinco puertas. Tiene un motor D13B7 gasolina de cuatro cilindros en línea, inyección electrónica y 1.3 litros de cilindrada, que alcanza una potencia máxima de 65 CV a 5000 rpm. El Logo es un tracción delantera y su caja de cambios es manual de cinco velocidades.